# Let the River Run
Let the River Run ist ein Lied von Carly Simon. Es erschien 1988 als Titelsong des Films Die Waffen der Frauen.

## Hintergrund

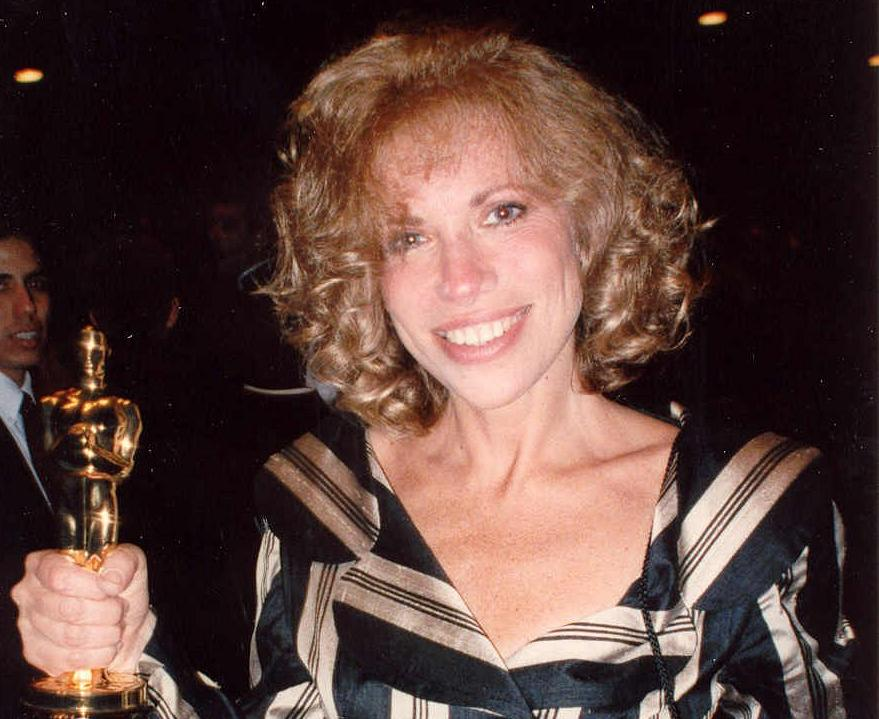
Carly Simon mit Oscar (1989)

Der Text des Liedes wurde nicht nur vom Drehbuch des Films inspiriert, sondern auch durch Gedichte von Walt Whitman. Musikalisch verwendete Carly Simon Gegensätze: zum einen eine moderne Hymne auf New York im typischen Popgewand, zum andern legte sie einen zeitgenössischen Jungle-Rhythmus unter die Komposition. Im Text befinden sich zwei Anspielungen, die einen politischen oder religiösen Kontext erwarten lassen, zum einen „Silver Cities Rise“ und zum andern „The New Jerusalem“, beide waren jedoch nicht beabsichtigt.
Im Film selbst ist neben der Version von Carly Simon auch eine Chorversion des St. Thomas Choir of Men and Boys aus New York City zu hören.
Der Song erhielt alle drei wichtigen Filmpreise der Vereinigten Staaten: den Oscar für den besten Song, den Golden Globe als bester Filmsong (zusammen mit Two Hearts von Phil Collins aus dem Film Buster) und einen Grammy als „Bester Song geschrieben speziell für Film oder Fernsehen“. Damit war dieser Song der erste, der von einer einzigen Künstlerin geschrieben wurde und der diese drei wichtigen Preise erhielt. Später folgte Streets of Philadelphia von Bruce Springsteen. Songs, die ebenfalls alle drei Preise gewannen, jedoch von mehr als einer Person geschrieben wurden, waren Evergreen (Barbra Streisand mit Texter Paul Williams), Into the West (Annie Lennox mit den beiden Co-Komponisten Fran Walsh und Howard Shore) und Skyfall (Adele in Zusammenarbeit mit Paul Epworth)
Das American Film Institute setzte das Lied auf Platz 91 der „100 Songs – Amerikas beste Filmsongs“.

## Single
Das Lied wurde von Arista Records als Single in mehreren Versionen veröffentlicht. Das Lied erreichte Platz 49 der Billboard Hot 100 und verblieb 10 Wochen in den Charts, außerdem erreichte es Platz 11 der Adult-Contemporary-Charts.
1. Let The River Run (Theme From Working Girl) – 3:40
2. Carlotta’s Heart – 4:18
3. Coming Around Again / Itsy Bitsy Spider – 6:55

## Weitere Verwendung
Das Lied erschien später auf Carly Simons 3CD-Box Clouds In My Coffee 1965-1995 (1995), den Kompilationen Nobody Does It Better – The Very Best Of (1998), Anthology (2002) und Reflections: Carly Simon's Greatest Hits (2004). Sie selbst nahm es noch einmal für ihr Album Never Been Gone auf.
2001 wurde das Lied in einem Werbespot des United States Postal Service verwendet, der als Reaktion auf die Anthrax-Anschläge 2001 entstand. 2004 lief es gegen Ende des Films Die Ex-Freundinnen meines Freundes, in dem Carly Simon mitspielte.
2019 wurde das Lied in der Zeichentrickserie Die Simpsons in Folge 2 der 31. Staffel (Der Mentor, Originaltitel Go Big or Go Homer) als Abspannmusik verwendet.
Ebenfalls 2019 fand das Lied Verwendung in der Auftaktepisode Möge der Fluss fließen (Originaltitel Let The River Run) der amerikanischen Serie Castle Rock.